# Kaskawi
Kaskawi, of kaskawina, is een Surinaams muziekgenre dat door migratie ook zijn intrede heeft gevonden in Nederland.

## Definitie
Er zijn verschillende definities van kaskawi(na). Volgens een is de muziekstijl een mengvorm van de traditionele stijlen kaseko en kawina die onder invloed van westerse popmuziek is ontstaan. Volgens een andere definitie gaat het om kawina waaraan een drumstel is toegevoegd.

## Artiesten
In 2003 werd in Rotterdam in het teken van deze muziekstijl een Kaskawina Festival georganiseerd. Artiesten die deze stijl, eventueel met andere stijlen, in het repertoire hebben, zijn bijvoorbeeld Ai Sa Si en toenmalig voorzangeres Agnes Nagi, Aptijt en La Rouge.